# Rodrigue Ettien
Rodrigue Boafo Ettien (ur. 15 marca 1988 w Abidżanie) – iworyjski piłkarz, grający jako defensywny pomocnik. Od 2017 roku wolny zawodnik.

## Klub

### Olympic Safi
Jego pierwszym klubem był Olympic Safi.
W sezonie 2011/2012 wystąpił w 15 spotkaniach.
W sezonie 2012/2013 rozegrał 22 mecze, miał też gola i asystę.

### ACS Berceni
1 września 2014 roku dołączył do ACS Berceni. W rumuńskim zespole zadebiutował 15 listopada 2014 roku w meczu przeciwko FC Voluntari (4:0 dla rywali Berceni). Zagrał cały mecz. Pierwszego gola i asystę strzelił i zaliczył 9 kwietnia 2016 roku w meczu przeciwko Ceahlăul Piatra Neamț (5:0 dla zespołu Ettiena). Najpierw otworzył wynik celnym strzałem w 16. minucie, a następnie asystował przy golu Ionuta Faise w 80. minucie. Łącznie zagrał 28 meczów, strzelił gola i miał dwie asysty. 